# همجة الأبحاث
همجة الأبحاث أو دروسوفيلا ميلانوجاستر أو ذبابة الفاكهة سوداء البطن أو ذبابة الفاكهة الصغيرة أو ذبابة الخل هي نوع من الذباب (المرتبة التصنيفية ذوات الجناحين) من فصيلة الهمجيات أو ذباب الخل. وقد استخدم هذا النوع من الذباب كنموذج حي في دراسات علم الأحياء وعلم الوراثة وعلم وظائف الأعضاء ودراسة تكون المرض الميكروبي وتطور نظرية الحياة.